# Apopterygion oculus
Apopterygion oculus är en fiskart som beskrevs av Hans W. Fricke och Roberts, 1994. Apopterygion oculus ingår i släktet Apopterygion och familjen Tripterygiidae. Inga underarter finns listade i Catalogue of Life.